# エラム航空
エラム航空 （ペルシア語: هواپیمایی ارم; Havāpeimā'ī-ye Eram）はイランのチャーター航空会社。イラン北東部のタブリーズを拠点とする。

## 就航都市
国際イズミル、ダマスカス
国内テヘラン、マシュハド、キーシュ島

## 機材
エラム航空の機材は2009年6月現在以下の通り。
- 2 ツポレフ Tu-154M